# First Division 2007 (Irlanda)
Fu la ventitreesima stagione della League of Ireland First Division.

## First Division
| Pos. | Squadra         | G  | V  | N  | P  | GF | GS | DR  | Pt |
| ---- | --------------- | -- | -- | -- | -- | -- | -- | --- | -- |
| 1    | Cobh Ramblers   | 36 | 22 | 11 | 3  | 57 | 17 | +40 | 77 |
| 2    | Finn Harps      | 36 | 23 | 7  | 6  | 61 | 20 | +41 | 76 |
| 3    | Dundalk         | 36 | 19 | 9  | 8  | 56 | 30 | +26 | 66 |
| 4    | Limerick 37     | 36 | 14 | 11 | 11 | 46 | 41 | +5  | 53 |
| 5    | Shelbourne      | 36 | 11 | 10 | 15 | 46 | 46 | 0   | 43 |
| 6    | Athlone Town    | 36 | 11 | 8  | 17 | 40 | 55 | -15 | 41 |
| 7    | Kildare County  | 36 | 9  | 12 | 15 | 48 | 62 | -14 | 39 |
| 8    | Monaghan United | 36 | 9  | 11 | 16 | 38 | 52 | -14 | 38 |
| 9    | Wexford Youths  | 36 | 7  | 10 | 19 | 31 | 55 | -24 | 31 |
| 10   | Kilkenny City   | 36 | 5  | 11 | 20 | 33 | 77 | -44 | 26 |

G = Partite giocate; V = Vittorie; N = Nulle/Pareggi; P = Perse; GF = Goal fatti; GS = Goal subiti; DR = Differenza reti;